# Râul Lala, Bistrița
Râul Lala este un curs de apă, afluent al Bistriței Aurii. 